# Basardilla
Basardilla ist eine Gemeinde in der spanischen Provinz Segovia. Sie liegt im Süden der Autonomen Region Kastilien und León, an der Nordwestabdachung der Sierra de Guadarrama. Sie hat 136 Einwohner (Stand: 2024). 

## Geographie
Basardilla liegt etwa 13 Kilometer nordöstlich vom Stadtzentrum von Segovia in einer Höhe von ca. 1090 m. 
Basardilla befindet sich innerhalb der Zone des kontinentalen mediterranen Klimas.

## Bevölkerungsentwicklung
| Jahr      | 1970 | 1981 | 1991 | 2001 | 2011 | 2021 |
| Einwohner | 153  | 96   | 117  | 106  | 175  | 168  |

## Sehenswürdigkeiten
- archäologische Grabungsstätte Los Alamillos

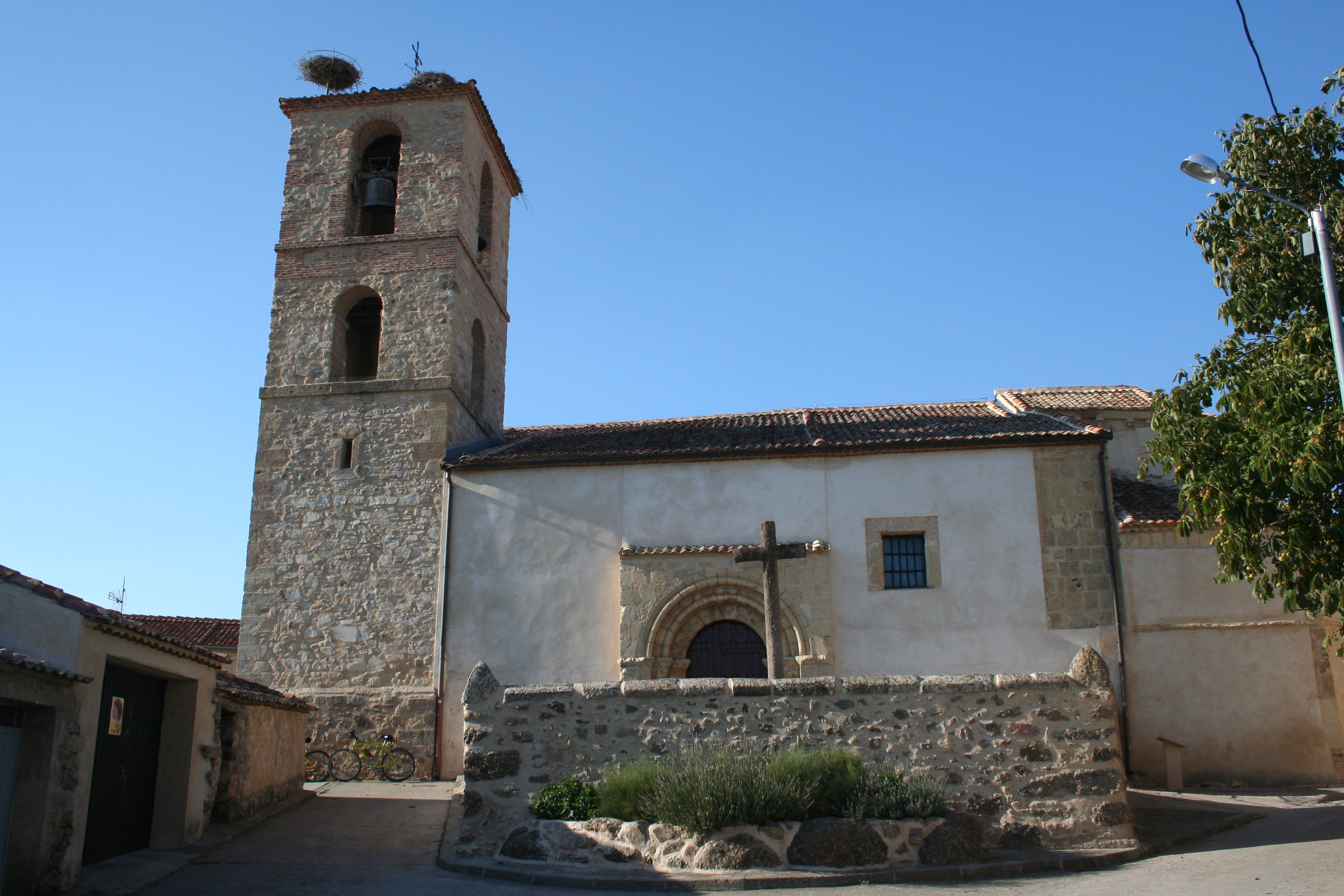
Bartholomäuskirche
- Marienkapelle

- Bartholomäuskirche